# Wayne Bernard
Wayne Bernard (* 12. September 1981 in Poway, Kalifornien) ist ein ehemaliger US-amerikanischer Basketballspieler. 

## Karriere
1999 wechselte Bernard nach der High School in Kalifornien zum Studium an die US-amerikanische Ostküste an das College in Davidson im Mecklenburg County (North Carolina). Für die Hochschulmannschaft Wildcats spielte Bernard in der Southern Conference der NCAA Division I. In der aus zwei Staffeln bestehenden Conference gewannen die Wildcats 2002 und 2003 ihre Staffel nach der Regular Season. 2002 gewann Bernard zusammen mit unter anderem Emeka Erege und dem tschechischen Nationalspieler Martin Ides auch die Meisterschaft im „Conference Tournament“, was die Qualifikation für die landesweite Endrunde der NCAA bedeutete, wo man in der ersten Runde gegen die Buckeyes der Ohio State University verlor. Im folgenden Jahr, welches Bernards Senior-Saison für die Wildcats war, konnte man den Meisterschaftstitel innerhalb der Conference nicht verteidigen.
2003 begann Bernard seine professionelle Karriere in der israelischen Ligat ha’Al für Maccabi Ironi aus Ramat Gan. Zum Jahresende verließ er den Verein und wechselte im Januar 2004 in die A1 Ethniki zu Ilisiakos aus der griechischen Hauptstadt Athen, welche jedoch am Saisonende den letzten Platz belegten aus der höchsten Spielklasse abstiegen. In der Spielzeit 2004/05 spielte Bernard für die Dolphins aus dem schwedischen Norrköping, welche im Play-off-Viertelfinale in der Maximalanzahl der Spiele gegen den späteren Meister Södertälje Kings ausschieden. Für die Spielzeit 2005/06 bekam Bernard einen Vertrag beim Traditionsverein und ehemaligen französischen Meister Étoile aus Charleville-Mézières, der in die zweithöchste Spielklasse LNB Pro B aufgestiegen war. Am Saisonende stieg man jedoch wieder ab und Bernard wechselte zum Konkurrenten Champagne Basket aus Reims, der noch in den Play-offs um den Aufstieg in die höchste Spielklasse vertreten war. Bei diesem Verein spielte Bernard auch in der Spielzeit 2006/07, bevor er im Januar 2007 in die finnische Korisliiga zu Kouvot aus Kouvola wechselte. In der Spielzeit 2007/08 verbesserte sich Kouvot auf den dritten Platz nach der Hauptrunde und erreichte die Play-off-Finalserie um die Meisterschaft, die gegen Espoon Honka verloren ging.
2008 bekam Bernard dann einen Vertrag beim Zweitligisten Mitteldeutscher BC aus Weißenfels in der deutschen ProA. Mit diesem erreichte er die Meisterschaft in der ProA-Spielzeit 2008/09 und stieg in die höchste Spielklasse auf. Bernard wurde als bester Spieler der abgelaufenen Spielzeit in der ProA ausgezeichnet. Als Aufsteiger verpasste man in der Bundesliga-Saison 2009/10 nur knapp die Play-offs um die Meisterschaft. In der zweiten Spielzeit 2010/11 lief jedoch einiges nicht nach Plan und am Saisonende rutschte man auf einen Abstiegsplatz ab. Trainer Björn Harmsen, der zuvor wegen einer Erkrankung seinen Posten in Weißenfels geräumt hatte, wurde Trainer des bisherigen Ligakonkurrenten Gießen 46ers und holte Bernard mit zu seinem neuen Klub in Gießen. Doch auch hier hatte man keinen nachhaltigen Erfolg und das Bundesliga-Gründungsmitglied belegte am Ende der Bundesliga-Runde 2011/12 einen Abstiegsplatz. Steven Key, als Trainer Vorgänger von Harmsen in Gießen, holte Bernard zu den Neckar Riesen nach Ludwigsburg, die ihrerseits als Konkurrent der Gießener nur knapp den Abstieg hatten vermeiden können. Jedoch stieg Bernard in der Folgesaison auch mit Ludwigsburg sportlich ab und verließ den Club im Sommer 2013. Er wechselte zum Nürnberger Basketball Club in die Pro A und spielte dort die Saison 2013/14. Im August 2014 schloss sich Bernard dem Ligakonkurrenten Science City Jena an, nachdem sein früherer Trainer Björn Harmsen dort erneut Headcoach wurde. Mit Jena errang er in der Saison 2015/16 die Meisterschaft und stieg erneut in die Basketball-Bundesliga auf.
Im April 2017 wurde bekannt, dass Bernard seinen Vertrag in Jena mit Ablauf der Saison 2016/17 nicht verlängern wird, und er kehrte zu Kouvot Kouvola in die Korisliiga zurück. Dort erreichte er das Viertelfinale der Meisterschaft, wo man gegen die Helsinki Seagulls ausschied.
Bernard ging in sein Heimatland zurück und wurde im Bundesstaat Kalifornien als Polizist beruflich tätig.